# 拉法塔雷利亚
拉法塔雷利亚，是西班牙加泰罗尼亚塔拉戈纳省的一个市镇。总面积57平方公里，总人口1201人（2001年），人口密度21人/平方公里。